# Halensee (dzielnica)
Halensee, Berlin-Halensee – dzielnica (Ortsteil) Berlina w okręgu administracyjnym Charlottenburg-Wilmersdorf. Od XIX wieku w granicach miasta. Leży nad jeziorem Halensee. Jest najmniejszą dzielnicą okręgu i jedną z najmniejszych miasta.
Berlin-Halensee to stacja kolejowa w dzielnicy.
W 1882 w Halensee zaprezentowano pierwszy na świecie trolejbus Elektromote. 
Do końca 2010 w dzielnicy mieszkał burmistrz Berlina Klaus Wowereit.